# Batalha de Lonato

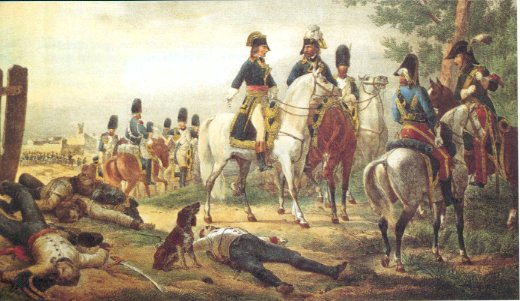
Parte das campanhas italianas na Guerra da Primeira Coalizão.

A Batalha de Lonato foi travada em 3 e 4 de agosto de 1796 entre o exército francês da Itália sob o comando do general Napoleão Bonaparte e uma coluna austríaca do tamanho de um corpo de exército liderada pelo tenente-general Peter Quasdanovich. Uma semana de ações árduas que começou em 29 de julho e terminou em 4 de agosto resultou na retirada da força maltratada de Quasdanovich. A eliminação da ameaça de Quasdanovich permitiu a Bonaparte se concentrar e derrotar o principal exército austríaco na Batalha de Castiglione em 5 de agosto.
Em 29 de julho, os austríacos avançaram dos Alpes para capturar as cidades de Gavardo e Salò, no lado oeste do Lago Garda. Os austríacos seguiram esse sucesso surpreendendo e tomando a base francesa em Brescia em 30 de julho. Uma brigada austríaca capturou Lonato del Garda no dia 31, mas foi expulsa da cidade por um contra-ataque francês após uma dura luta. Também no dia 31, uma divisão francesa recapturou Salò brevemente, resgatou um pequeno grupo de compatriotas e recuou. Esta série de combates e outras batalhas a leste do Lago de Garda obrigaram Bonaparte a levantar o cerco de Mântua.
Deixando apenas uma divisão para observar o principal exército austríaco a leste, Bonaparte reuniu uma força esmagadora e recapturou Brescia em 1º de agosto. Quasdanovich se reagrupou em torno de Gavardo em 2 de agosto, enquanto ordenava um ataque de várias colunas para o dia seguinte. Em 3 de agosto, uma das colunas austríacas derrotou uma brigada francesa e capturou Lonato pela segunda vez. No entanto, os franceses também atacaram naquele dia, capturando Salò e quase levando Gavardo. Com a maioria das forças austríacas posicionadas na defensiva, Bonaparte se concentrou contra a brigada solitária em Lonato e a esmagou. Este desastre fez com que Quasdanovich ordenasse uma retirada em 4 de agosto. Em uma calamidade final, uma coluna austríaca em retirada foi cortada e capturada.

## Resultados
Nas batalhas de 3 e 4 de agosto, os austríacos perderam 23 canhões e pelo menos 5 000 mortos, feridos e capturados. As perdas francesas foram de pelo menos 2 000. Mais importante, a derrota de Quasdanovich permitiu a Bonaparte reunir mais de 30 000 homens contra os 25 000 de Wurmser, resultando na vitória francesa na Batalha de Castiglione em 5 de agosto.